# 反応断面積
原子核物理学における反応断面積（はんのうだんめんせき、英: reaction cross-section）または単に断面積とは、核反応を起こす割合を表す尺度を言う。
吸収に対する吸収断面積、散乱に対する散乱断面積とそれぞれの核反応に対してその断面積が定義される。

## 概要
ボールをなにか標的に当てる場合、その命中率は標的のボールが向かってくる方向の面積に比例する。つまり、一方向から直線的に粒子が物体に対して飛んでくる場合、その衝突のしやすさは粒子が飛んでくる方角における標的の断面積（cross-section）によって決まる。
ここで、原子核物理学の話として、例として中性子線をなにか標的核（原子核）に衝突させる（核反応させる）ことを考えると、これは古典力学のモデルとしては上記のボールを直線的に投げて標的に当てる問題に他ならない。したがって、
直線的に飛んでくるボールが標的に当たる割合を決める標的の「断面積」
に対して、
中性子線が標的核に衝突（核反応）する割合を決める標的核の「断面積」
の概念を導きだすことができる。これを核反応断面積（nuclear reaction cross-section）と呼ぶ。なお、この例のように中性子による核反応の断面積は、とくに中性子断面積（neutron cross-section）と呼ばれる。

## 定義
速さと運動方向、すなわち速度が揃っている中性子線の束の速さを {\textstyle v\,[\mathrm {cm/s} ]}、1cm3 あたりの中性子の個数を {\displaystyle n\,[\mathrm {cm^{-3}} ]} であるとする。このとき、この積 {\textstyle \phi =nv} を中性子束（neutron flux）と呼ぶ。これは1cm3中の全ての中性子の１秒間の走行距離の和を意味する。
この中性子束が、物質の原子核の数密度が {\displaystyle N\,[\mathrm {cm^{-3}} ]} である厚さ {\displaystyle D} の直方体形状の物質の面積 {\displaystyle S} の面を垂直に通過するとき、ある特定の種類の核反応が単位時間・単位体積あたり {\displaystyle R} 回起こすとすると、物質におけるその反応の回数は {\displaystyle D,S,\phi ,N} に比例するはずである。そのため、その比例定数を {\displaystyle \sigma \,[\mathrm {cm^{2}} ]} とおけば、
{\displaystyle RDS=\sigma N\phi DS\iff R=\sigma N\phi }
が成り立つ。このとき中性子束  にかかる比例定数を（中性子による）核反応断面積または中性子断面積と呼ぶ。
さらに {\displaystyle \sigma } を微視的断面積（microscopic cross-section、ミクロ断面積）、{\displaystyle \Sigma =\sigma N} を巨視的断面積（macroscopic cross-section、マクロ断面積）と呼ぶ。上式は巨視的断面積 {\displaystyle \Sigma } を用いて書き直すと、
{\displaystyle R=\Sigma \phi }
となり、これは原子炉の理論においては非常に重要である。

### 核反応断面積の種類
定義より、核反応断面積はそれぞれの核反応の種類ごとに定められる。よく用いられる微視的断面積としては、中性子による核反応の主たるものである吸収（absorption）と散乱（scattering）それぞれに対する吸収断面積 {\displaystyle \sigma _{a}} と散乱断面積 {\displaystyle \sigma _{b}} がある。
ある物質について全ての種類の核反応の断面積の和は全断面積（total cross-section）と呼ばれる。